# カナーレ
カナーレ（伊: Canale）は、イタリア共和国ピエモンテ州クーネオ県にある基礎自治体（コムーネ）。

## 地理

### 位置・広がり

#### 隣接コムーネ
隣接するコムーネは以下の通り。括弧内のATはアスティ県所属を示す。
- カステッリナルド・ダルバ
- チステルナ・ダスティ (AT)
- モンタ
- モンテーウ・ロエーロ
- プリオッカ
- サン・ダミアーノ・ダスティ (AT)
- サント・ステーファノ・ロエーロ
- ヴェッツァ・ダルバ

## 行政

### 分離集落
カナーレには、以下の分離集落（フラツィオーネ）がある。
- Madonna Dei Cavalli, Madonna di Loreto, San Defendente – Valpone